# فيلهلم الأول (ناخب هسن)
فيلهلم الأول (بالألمانية:Wilhelm I. Kurfürst von Hessen؛ 3 يونيو 1743 - 27 فبراير 1821)؛ كان أخر لاندغراف هسن-كاسل منذ 1785 حتى 1803 ثم أصبح ناخب هسن حتى وفاته، ما عدا فترات متقطعة خلال الحروب النابليونية.

## النشأة

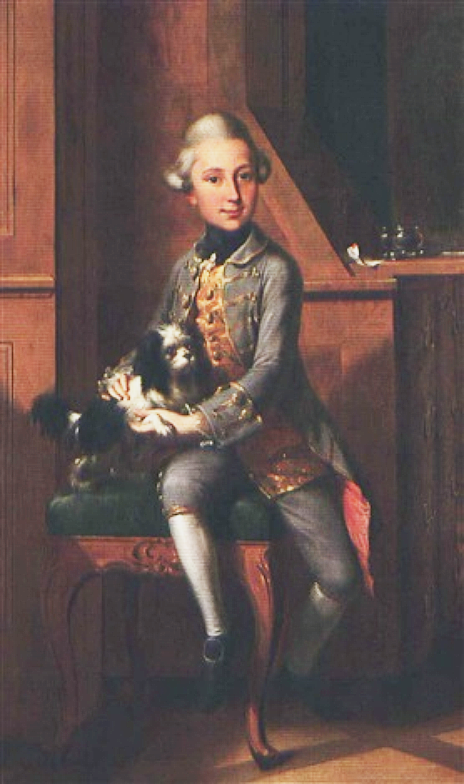
الأمير فيلهلم عندما كان صغيراً.

ولد الأمير فيلهلم في 3 يونيو 1743بـ كاسل عاصمة لاندغريفية هسن-كاسل في الإمبراطورية الرومانية المقدسة، بحيث أنه عضو في أسرة هسن العريقة، وذلك بأنه الابن الثاني والبكر على قيد الحياة لأمير فريدرش أمير هسن كاسل (لاندغراف فريدرش الثاني فيما بعد) وزوجته الأميرة ماري من بريطانيا العظمى، توفي الوريث السابق المسمى أيضًا فيلهلم أثناء الرضاعة عام 1742، لذلك كانت الآمال كبيرة على مستقبل الوريث الظاهر الجديد، كان لديه شقيقان أصغر منه الأمير كارل (جد كريستيان التاسع ملك الدنمارك في المستقبل)؛ والأمير فريدرش (جد الملكة لويز قرينة كريستيان).
لم يكن زواج والديه جيداً، بحيث هجر فريدرش أسرته كلياً في عام 1747 وفي عام 1749 اعتنق والده الكاثوليكية، وفي عام 1755 تم فسخ الزواج رسميًا، لذلك منح جده فيلهلم الثامن لهم كونتية هاناو المكتسبة حديثًا، من الناحية الفنية أصبح فيلهلم الشاب أمير هاناو الحاكم، بينما كان تحت وصاية والدته عاش الأمير الشاب فيلهلم مع والدته وشقيقيه الصغار هُناك منذ عام 1747 وكانوا مدعومين من قبل أقاربهم البروتستانت وانتقلوا بعدها إلى الدنمارك بحيث عاشوا في كنف بلاط خالته الملكة لويزا وعائلتها، وفي 1 سبتمبر 1764 تزوج فيلهلم في قصر كريستيانسبورغ من ابنتها فيلهلمين كارولين والدها هو فريديريك الخامس ملك الدنمارك والنرويج، وأقام هناك لمدة عقدين في الغالب بالدنمارك، وكذلك بعد عامين تزوج شقيقه كارل من شقيقتها الصغرى الأميرة لويز
وأخيراً انتقلوا في 1785 إلى كاسل عندما خلف فيلهلم والده في هسن-كاسل، خلال حياة والده كان فيلهلم قد استلم بالفعل إمارة هاناو، التي كانت جنوب هسن وبالقرب من فرانكفورت، خلفًا لأمرائها المنقرضين حديثًا، لم يرغب سكان هاناو في أن يكون لهم حاكم كاثوليكي، والدته توفيت فيها في 1772.

## الحكم
عند وفاة والده في 31 أكتوبر 1785 أصبح أخيراً فيلهلم التاسع لاندغراف هسن-كاسل، قيل أنه ورث أحد أكبر الثروات في أوروبا في ذلك الوقت.
بحث فيلهلم عن مساعدة في إدارة ممتلكاته، بذلك قام بتعيين اليهودي ماير أمشيل روتشيلد في عام 1769، للإشراف على إدارة ممتلكاته وتحصيل الضرائب، وفرت ثروته سبل العيش الكريمة لروتشيلد بحيث أصبحت له علاقات قوية، مما مهد لتأسيس عائلة روتشيلد المصرفية العريقة، والتي أصبحت مهمة في التمويل المصارف بأوروبا، على الرغم من أنهم كانا يعرفان بعضهم منذ عام 1775، إلا أن فيلهلم التاسع لم يعين روتشيلد رسميًا كمشرف له حتى عام 1801.
تم تحقيق الثروات المبكرة لعائلة روتشيلد من خلال الجمع بين الذكاء المالي وثروة الأمير فيلهلم، خلال الحروب النابليونية، تمكنت عائلة روتشيلد من مساعدة لاندغراف بإخفاء ثروته في فرانكفورت عن أعين نابليون بونابرت، ثم شقت هذه الأموال طريقها إلى ناثان ماير في لندن بحيث ساعدت في تمويل الحملات البريطانية عبر البرتغال وإسبانيا، بحيث تم جني الفائدة من هذا المشروع من قبل البارونات المصرفيين الناشئين، الذين استخدموها لتطوير ثروتهم ومكانتهم بسرعة في أوروبا وبريطانيا، ولم يمض وقت طويل قبل أن تفوق ثرواتهم ثروات الأمير فيلهلم المتبرع لهم.

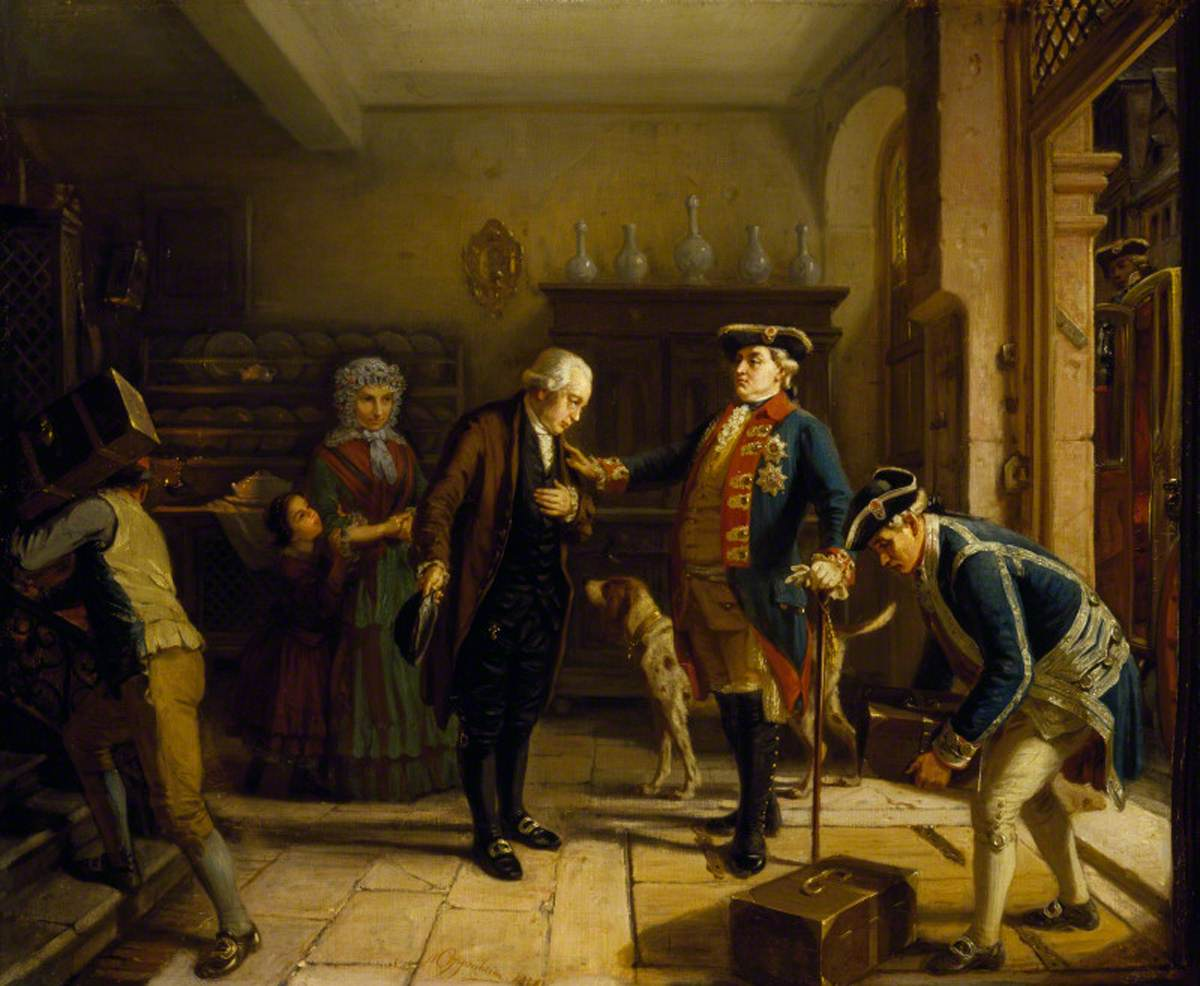
الناخب فيلهلم يسلم ثروه إلى ماير أمشيل روتشيلد.

في عام 1803 تم ترقيته إلى صاحب السمو الملكي والأميري أمير هسن الناخب، وفي عام 1807 تم ضم الانتخابية إلى مملكة ويستفاليا التي يحكمها جيروم بونابرت شقيق نابليون، فر فيلهلم مع عائلته نحو الدنمارك وعاش هناك في المنفى حتى طرد الفرنسيين من ألمانيا، بعد هزيمة جيوش نابليون القاسية في معركة لايبتزيغ، تمت استعادة أراضي فيلهلم في عام 1813.
لاحقاً تم الاعتراف بالعديد من الأمراء الناخبون الآخرون في الإمبراطورية الرومانية المقدسة كـ ملوك بـ مؤتمر فيينا (1815)؛ حاول فيلهلم الانضمام إليهم بإعلان نفسه ملكًا، ومع ذلك رفضت القوى الأوروبية الاعتراف بهذا اللقب في مؤتمر إكس لا شابيل (1818) ومنحته بدلاً من ذلك لقب الدوق الأكبر "صاحب السمو الملكي"، اعتبر فيلهلم أن لقب الأمير الناخب أسمى من الدوق الأكبر من حيث المرتبة، لذلك اختار أن يظل ناخبًا، على الرغم من عدم وجود إمبراطور الروماني المقدس ليتم انتخابه، وظلت هسن-كاسل انتخابية حتى ضمتها بروسيا عام 1866.
حكم حتى وفاته في مدينة كاسل عام 1821، وخلفه ابنه فيلهلم.

## الذرية

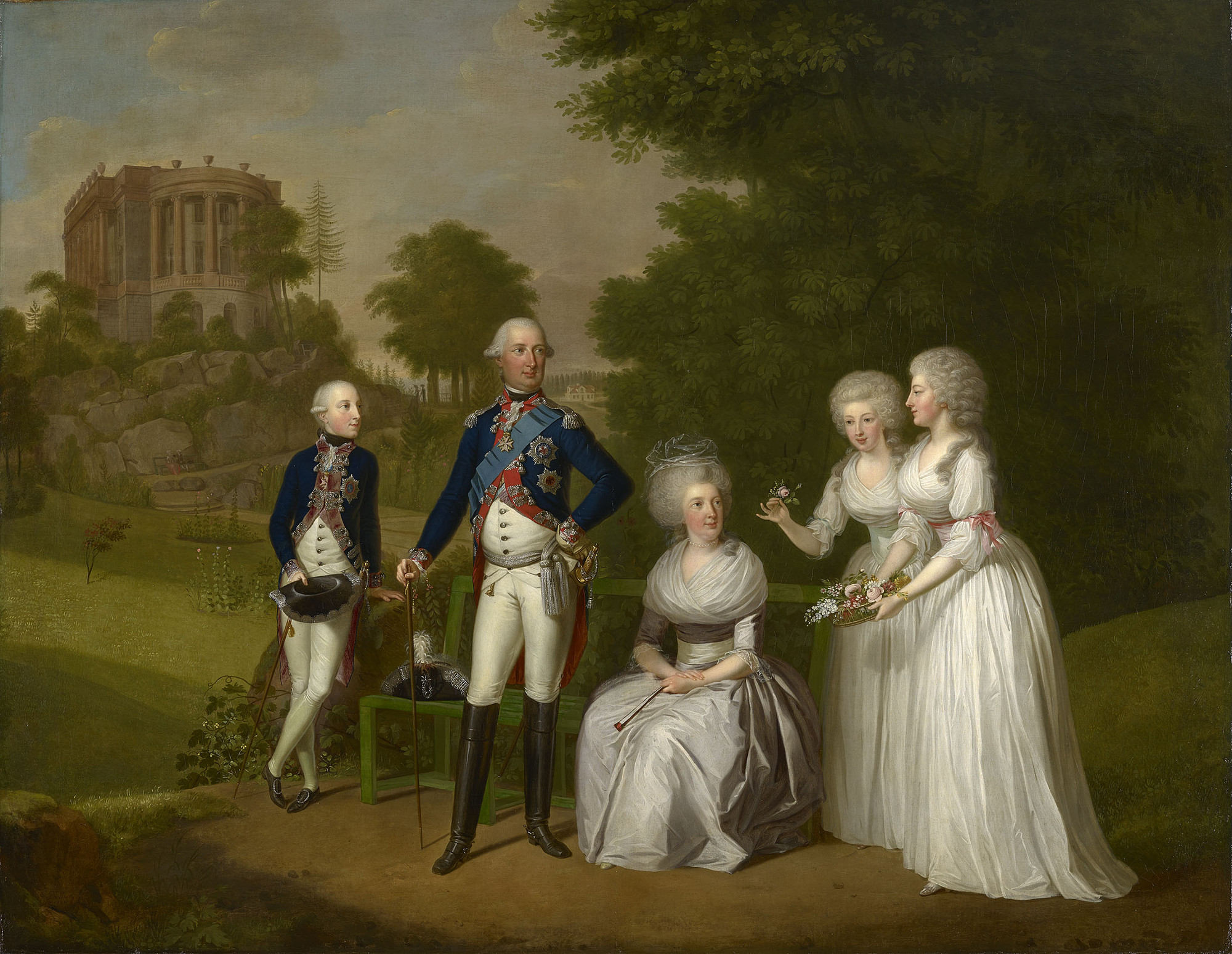
فيلهلم الأول مع زوجته وأبناؤه.

أنجبت له زوجته فيلهلمينا كارولين أربعة أطفال:
- ماري فريدريكه (14 سبتمبر 1768 - 17 أبريل 1839)؛ تزوجت من أليكسيوس فريدرش كريستيان دوق أنهالت-بيرنبرغ، لديهم ذرية، تطلقت منه في 1817.
- كارولين أمالي (11 يوليو 1771 - 22 فبراير 1848)؛ تزوجت من أغسطس دوق ساكس-غوتا-ألتنبورغ؛ ليس لديهم ذرية.
- فريدريش (8 أغسطس 1772 - 20 يوليو 1784)؛ توفي صغيراً.
- فيلهلم الثاني (28 يوليو 1777 - 20 نوفمبر 1847)؛ خليفته.

كان لدى فيلهلم عدة عشيقات وأنجب أكثر من عشرين طفلاً غير شرعي اعترف بهم، ووفر لهم بعض الموارد المالية لكل منهم.